# Операція Спідня спідниця
«Операція „Спідня спідниця“» (англ. Operation Petticoat) — американська воєнна кінокомедія 1959 року режисера Блейка Едвардса.

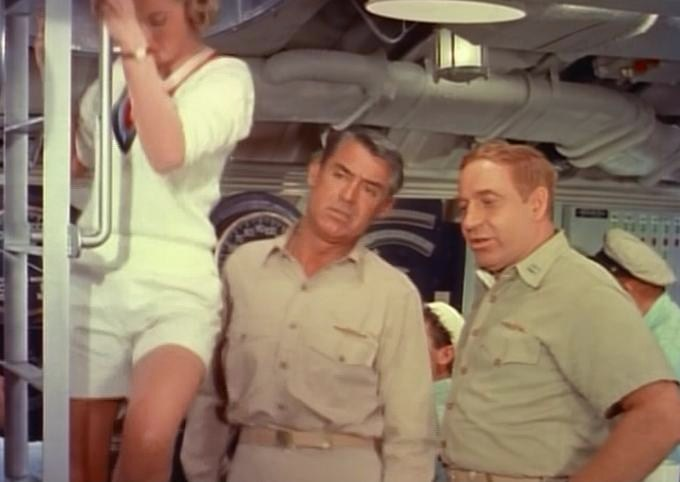

## Сюжет
Під час Другої світової війни підводний човен ВМС США, був атакований і затоплений біля причалу на філіппінському острові в Тихому океані. Командирові човна Меттові Шерману (Кері Грант) вдається переконати капітана Гендерсона (Роберт Ф. Саймон), підняти його і доплисти до Австралії для капітального ремонту. Капітан дає дозвіл і призначає Шерманові другого офіцера, лейтенанта Ніколаса Голдена (Тоні Кертіс). Лейтенант був штабним офіцером, тому не має морського досвіду, але зате вміє нелегально здобувати різні запчастини, щоб зробити перехід до Австралії можливим. Коли човен відпливає в хмарі чорного диму з пошкоджених моторів, на пристані мало хто вірить, що команді вдасться доплисти …

## Ролі виконують
- Кері Грант — лейтенант-командир (згодом контр-адмірал) Метт Т. «Метт» Шерман, ВМС США
- Тоні Кертіс — лейтенант молодшого рангу (згодом командир) Ніколас «Нік» Голден, резерву (пізніше) ВМС США
- Вірджинія Греґ[en] — майор Една Гейвуд, Північна Кароліна, армія США
- Джоан О'Браєн[en] — старший лейтенант Долорес Крендал, Північна Кароліна, армія США
- Роберт Ф. Саймон[en] — капітан Гендерсон, ВМС США''
- Діна Мерілл — старший лейтенант Барбара Дуран, Північна Кароліна, армія США
- Артур О'Коннелл — головний моторист Мейт Сем Тостін

## Навколо фільму
- За рейтингом  фільм займає 189 місце у списку Американського інституту кіно за 2000 рік з 500 найкумедніших американських фільмів.[1]
- Фільм заснований на реальних подіях, що сталися з американськими підводними човнами під час бойових дій:
  - на початку Другої світової війни, у грудні 1941 року, на пристані корабельні Військово-морських сил США в місті Кавіте на Філіппінах був затоплений підводний човен USS Sealion (SS-195);
  - підводний човен Skipjack (SS-184), як і в фільмі, через брак потрібної фарби був помальований рожевою;
  - 9 серпня 1944 року американський підводний човен Bowfin (SS-287) увійшов у гавань Мінамі Дайто, де були японські кораблі. Він випустив чотири торпеди, три з них влучили в цілі, а четверта вдарилася в причал, на якому стояв автобус і він від вибуху впав у воду.

## Нагороди
- 1960 Премія «Лаврова нагорода»[en] (Laurel Awards):
  - Золота лаврова нагорода за найкращу чоловічу комедійну роль (Golden Laurel Comedy Performance, Male) — Кері Грант